# Marknad (evenemang)

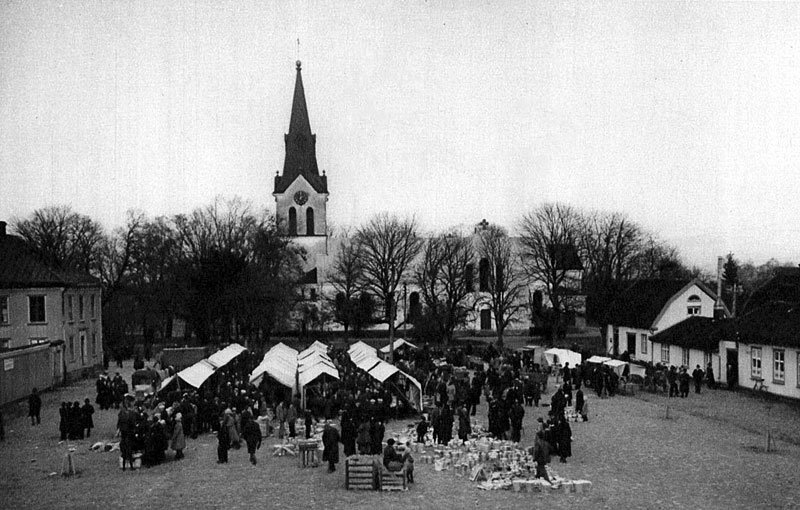
Värnamo marknad på 1920-talet.

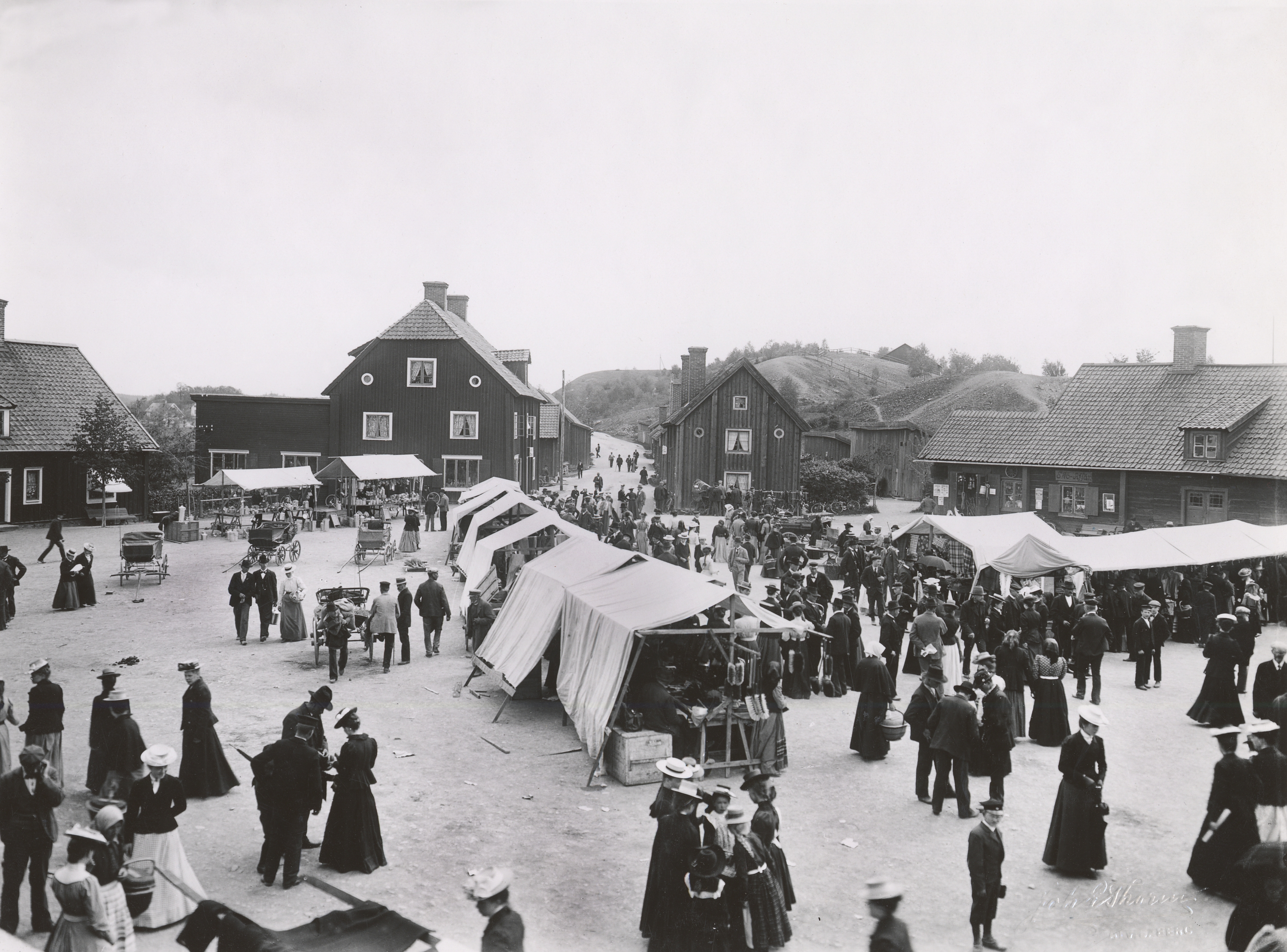
Pingstmarknad i Åtvidaberg, ca 1903.

En marknad är ett evenemang som främst är inriktat på handel och nöjen. En marknad kan omfatta en eller flera dagar, dock pågår den sällan mer än en vecka. Många marknader är årligen återkommande. Den plats där en marknad äger rum kallas marknadsplats och kan ha månghundraårig historia som sådan.
Den person som besöker olika marknader som säljare kallas ofta för knalle. Knallarna medför marknadsstånd för att presentera sina varor i.

## Olika typer av marknader
Enligt traditionen kan en marknad benämnas efter vilken tid på året den hålls. Exempel på sådana är julmarknad, höstmarknad och distingsmarknad och utbudet avgörs delvis av årstiden.
På senare tid har det även blivit vanligt med främst historiska temamarknader; vikingamarknad, medeltidsmarknad och sekelskiftsmarknad där såväl utbudet som marknadsstånden som försäljarnas klädsel ska ge en illusion av en annan tidsperiod.

## Kända marknader

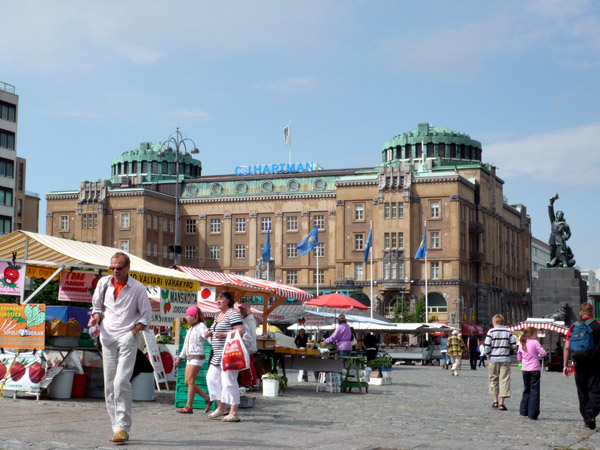
Marknad i Vasa i Finland.

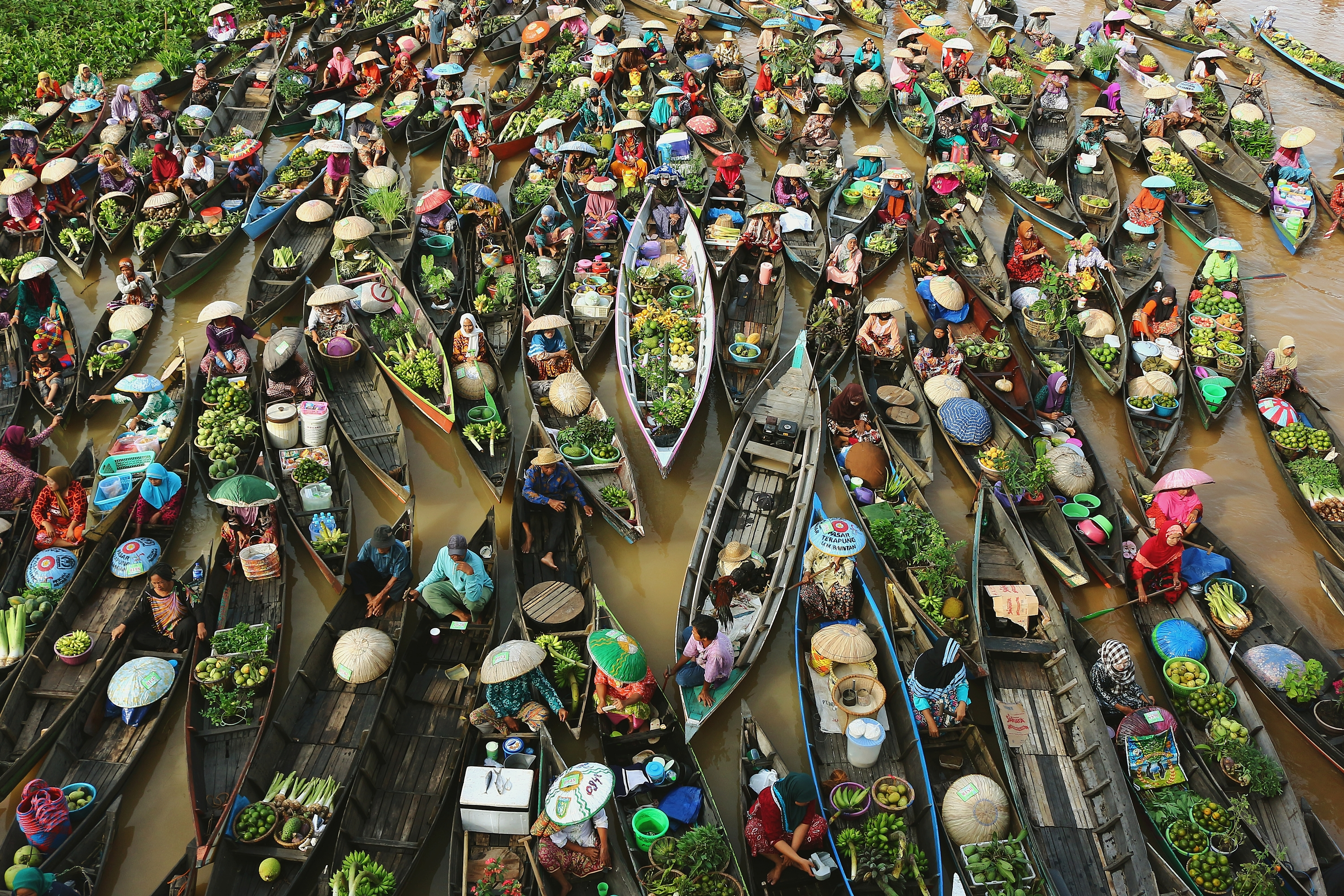
Marknad på floddeltat i staden Banjarmasin i Indonesien.

- Gregoriemarknaden i Östersund
- Hindersmässan i Vimmerby
- Hindersmässan i Åbo
- Hindersmässan i Örebro
- Jokkmokks marknad
- Kiviks marknad
- Kvibergs marknad
- Larsmässan i Göteborg
- Oxhälja marknad i Filipstad
- Sjöbo marknad
- Skänninge marken
- Trosa marknad
- Vallstena marknad på Gotland
- Virserums marknad
- Åsele marknad
- Österbymo marknad